# Ibrahim Aslán
Ibrahim Aslán, sobre cuyo año exacto de nacimiento (¿1935? ¿1939?) difieren las fuentes, es una de las figuras principales de la narrativa egipcia actual. 

## Biografía
Aunque nació en Tanta, una pequeña ciudad del Delta del Nilo, su familia se instaló a principios de los años 40 en El Cairo, en uno de cuyos barrios populares, Imbaba, ha transcurrido casi toda su vida. 
Como hijo mayor de una familia populosa (tuvo once hermanos), Aslán tuvo que aprender deprisa a mantenerse, aunque su naturaleza inquieta le hizo pasar por varias escuelas y oficios hasta encontrar su camino como escritor. 
Admirador y amigo de Naguib Mahfuz (Premio Nobel de 1988), se da a conocer a partir de 1965, con la publicación de varios relatos en revistas nacionales y foráneas. A su primer libro de cuentos, El lago del atardecer (1971) le siguen varios años de silencio, roto con la aclamada novela La garza (1983) y varios libros más, como las novelas Turno de noche (1992) y Pájaros del Nilo (1999). 
Su labor como editor de la colección Afaq al-Kitaba, del Ministerio de Cultura egipcio, le sitúa en una situación delicada cuando los integristas emprenden una campaña contra él por haber publicado la novela Banquete para las algas del escritor sirio Háydar Háydar, muy crítica con las dictaduras de algunos países árabes. La obra acaba siendo retirada de las librerías por el ministro de Cultura, Faruq Husni. 
Aslán se plantea la posibilidad de trasladarse a París, pero finalmente permanece en El Cairo y mantiene su compromiso político con las causas que estima justas, como las reivindicaciones del pueblo palestino, la defensa de la libertad de expresión y la exigencia de una verdadera democracia en los países islámicos. 
Aunque su obra es aún poco conocida en España, en el 2004 se publica La garza (Madrid: Huerga y Fierro Editores, traducción de Milagros Nuin Monreal) y en el 2007 se ha publicado otra de sus novelas, Turno de noche (Gijón: Trea, traducción de Clara María Thomas de Antonio). 

## Obras
- El lago del atardecer (1971), libro de cuentos
- La garza (1983), novela
- Yúsuf y la capa (1986), libro de cuentos
- Turno de noche (1992), novela
- Pájaros del Nilo (1999), novela
- La aldea de Jí-Iwat al-Galbán (2002), ensayos